# Unitel (Bolívia)
Universal de Televisión, mais conhecida como Unitel, é um meio de comunicação criado en 1987, na cidade de Santa Cruz, na Bolivia, pelo Grupo Empresarial Monasterio, presidido por Osvaldo Monasterio Añez.
Sua programação é fortemente marcada por conteúdo importado, incluindo telenovelas (que é um de seus produtos principais), filmes e programas de variedades.
Em 2020, houve vários ataques com notícias falsas contra a Unitel.

## Objetivos
Nascida com o objetivo de converter-se em uma das rede de comunicação mais vista na Bolivia, com uma proposta televisiva moderna e competitiva, a Unitel conseguiu uma sólida posição na audiência, e anunciantes nacionais estão a convertendo em uma importante rede televisiva da Bolivia, com cobertura nas nove capitais Bolivianas e 41 cidades intermediárias. Os escritórios centrais da Rede Unitel estão localizados na cidade de Santa Cruz de la Sierra e conta com sedes regionais nas cidades de La Paz (canal 2) e Cochabamba (canal 13). Unitel tem estruturado uma grade de programação que inclui uma grande variedade de telenovelas, séries, programas infantis, filmes e informativos.